# Super Six World Boxing Classic
Super Six World Boxing Classic – turniej boksu zawodowego w wadze super średniej organizowany przez telewizję Showtime przy współpracy z grupą promotorską Sauerland Event oraz federacjami WBA oraz WBC.

## Zasady
Wszystkie pojedynki są zakontraktowane na dwanaście rund. Format turnieju opiera się o sześciu zawodnikach którzy współzawodniczą pomiędzy sobą na ringu, gdzie czterech awansuje do półfinałów z których wyłoni się dwóch finalistów. W przepisach przewidziano również możliwości odniesienia kontuzji bądź wycofania się zawodnika by można a go było zastąpić nowym uczestnikiem. Pojedynki odbywają się w ringu a każdy bokser w rozgrywkach musi stoczyć trzy pojedynki. Każdy zawodnik otrzymuje trzy punkty w przypadku zwycięstwa przez nokaut lub techniczny nokaut, dwa punkty w przypadku zwycięstwa punktowego lub przez dyskwalifikację przeciwnika, jeden punkt w przypadku remisu oraz brak punktów w przypadku porażki.
czterech najlepszych z fazy grupowej awansuje do półfinału gdzie lider zmierzy się z zawodnikiem z czwartego miejsca a zawodnik plasujący się na drugim miejscu zmierzy się z rywalem z trzeciego miejsca.
Współpracujące z Turniejem federacje WBA oraz WBC zgodziły się by pasy mistrzowskie mogły być stawkami turniejowych pojedynków.
Chociaż unifikacje były potencjalnie zagrożone przez wycofanie się byłego mistrza WBC Mikkela Kesslera z powodu kontuzji oka i walkę poza turniejem pomiędzy mistrzem WBA Andre Wardem który stoczył pojedynek poza turniejem z powodu wycofania się Andre Dirrella i Sakio Biką oba tytuły pozostają w stawce po zakończeniu fazy grupowej.

## Uczestnicy
- -  Andre Ward - Zwycięzca turnieju
  -  Carl Froch - przegrał w finale z Andre Wardem
  -  Glen Johnson - Zastąpił Mikkela Kesslera, który wycofał się z powodu kontuzji oka w drugiej fazie turnieju grupowego[4]. Został wyeliminowany w półfinale przegrywając z Carlem Frochem[5].
  -  Arthur Abraham - Został wyeliminowany w półfinale przygrywając z Andre Wardem[6].
  -  Allan Green – Zastąpił Jermaina Taylora, który wycofał się w pierwszej fazie turnieju[7]. Został wyeliminowany po porażce z Glen Johnson[8]
  -  Jermain Taylor – Wycofał się w pierwszej fazie turnieju grupowego[9]
  -  Mikkel Kessler - Wycofał się w drugiej fazie turnieju grupowego[10]
  -  Andre Dirrell - Wycofał się po drugiej fazie turnieju grupowego[11]

## Promotorzy
- Lou DiBella (promotor Allana Greena, Glena Johnsona oraz Jermaina Taylora)
- Dan Goossen (promotor Andre Warda)
- Mick Hennessy (promotor Carla Frocha w trzech pierwszych pojedynkach grupowych)
- Matchroom Sport (grupa promotorska Carla Frocha od pojedynku półfinałowego z Glenem Johnsonem
- Kalle Sauerland (promotor Mikkela Kesslera oraz Arthura Abrahama)
- Gary Shaw (promotor Andre Dirrela)

## Grupowe Etapy

### Etap 1
| Data                 | Zawodnik       | Wynik        | Zawodnik       | Miejsce                    | Tytuły                |
| 17 października 2009 | Arthur Abraham | KO (12) 2:54 | Jermain Taylor | Berlin, Niemcy             | brak                  |
| 17 października 2009 | Carl Froch     | SD 12        | Andre Dirrell  | Nottingham, Anglia         | Froch obronił pas WBC |
| 21 listopada 2009    | Andre Ward     | TD (11) 1:42 | Mikkel Kessler | Oakland, Stany Zjednoczone | Ward zdobywa pas WBA  |

### Etap 2
| Data             | Zawodnik       | Wynik        | Zawodnik       | Miejsce                    | Tytuły                  |
| 27 marca 2010    | Andre Dirrell  | DQ (11) 1:13 | Arthur Abraham | Detroit, Stany Zjednoczone | Brak                    |
| 24 kwietnia 2010 | Mikkel Kessler | UD           | Carl Froch     | Herning, Dania             | Kessler zdobywa pas WBC |
| 19 czerwca 2010  | Andre Ward     | UD           | Allan Green    | Oakland, Stany Zjednoczone | Ward obronił pas WBA    |

### Etap 3
| Data              | Zawodnik     | Wynik     | Zawodnik       | Miejsce                      | Tytuły                         |
| 6 listopada 2010  | Glen Johnson | KO 8 0:36 | Allan Green    | Las Vegas, Stany Zjednoczone | Brak                           |
| 27 listopada 2010 | Carl Froch   | UD        | Arthur Abraham | Helsinki, Finlandia          | Froch zdobywa wakujący pas WBC |

## Kontrowersje w grupowym etapie trzecim
Wiele sytuacji wymagało wielu korekt wedle pierwotnych planów w etapie trzecim.
Do 12 sierpnia 2010 nie zostało wybrane miejsce pojedynku i nie mogła rozpocząć się sprzedaż biletów na zaplanowany 25 września 2010 walkę między Andre Direllem i Andre Wardem. Można było się spodziewać, że spowoduje to nową datę dla tego pojedynku. Zamiast tego, 7 października 2010 Andre Dirrell wycofał się z powodu problemów neurologicznych. Związku z tym zezwolono by Andre Ward stoczył zastępczą walkę poza turniejem z Sakio Bika. Decyzja ta spowodowała obawę, że tytuł WBA w razie porażki Warda mógł być poza turniejem. Jednak Ward wygrał swój pojedynek i WBA pozostało w Super Six.
W dniu 25 sierpnia 2010, Mikkel Kessler wycofał się z turnieju powołując się na kontuzję oka. W dniu 6 września 2010 WBC odebrała mu pas ustalając Kesslera emerytowanym mistrzem dzięki czemu pas pozostał w turnieju. Kessler po wyleczeniu kontuzji będzie mógł jako pierwszy zmierzyć się z aktualnym posiadaczem tego pasa. Jednocześnie WBC poinformowała, że pojedynek pomiędzy Andre Wardem i Andre Dirrellem będzie pojedynkiem mistrzowskim.
Promotor Arthura Abrahama zwrócił się do WBC by ta przemyślała ponownie swoją decyzję, że tytuł WBC powinien przysługiwać zwycięzcy pojedynku Dirrell - Ward. 6 października 2010 r. organizator turnieju Showtimena konferencji prasowej poinformowała, że WBC zgodziła się by walka Carl Froch - Arthur Abraham była pojedynkiem mistrzowskim o pas WBC.
13 września 2010 ogłoszono, że Carl Froch doznał kontuzji pleców i musiał przełożyć termin pojedynku z Arthurem Abrahamem, który pierwotnie został zaplanowany na 2 października.
W dniu 29 września 2010 poinformowano że były mistrz federacji IBF, IBO wagi półciężkiej Glen Johnson zastąpi Kesslera w grupowych pojedynkach etapu trzeciego.
W turnieju każdy zawodnik miał walczyć trzy razy, z powodu zmian jakie nastąpiły poprzez wycofanie się kilku zawodników tylko Froch i Abraham rzeczywiście walczyli zaplanowane trzy pojedynki fazie grupowej, Glen Johnson awansował do półfinałów pomimo że stoczył tylko jeden pojedynek.

## Tabela
Punkty i tytuły po 27 listopada 2010. Uwzględniono również zawodników którzy się wycofali
| P   | Zawodnik        | Ilość pojedynków | Zwycięstwa | Porażki | Remisy | Nokauty | Punkty | Zdobyte tytuły | Stracone tytuły | tytuły wagi super średniej |
| --- | --------------- | ---------------- | ---------- | ------- | ------ | ------- | ------ | -------------- | --------------- | -------------------------- |
| 1   | Andre Ward      | 2 (3*)           | 2 (3*)     | 0       | 0      | 0       | 6*     | 1              | 0               | WBA                        |
| 2   | Carl Froch      | 3                | 2          | 1       | 0      | 0       | 4      | 1              | 1               | WBC                        |
| 3   | Glen Johnson    | 1                | 1          | 0       | 0      | 1       | 3      | 0              | 0               | --                         |
| 4   | Arthur Abraham  | 3                | 1          | 2       | 0      | 1       | 3      | 0              | 0               | --                         |
| 5   | Allan Green     | 2                | 0          | 2       | 0      | 0       | 0      | 0              | 0               | --                         |
| n/a | Mikkel Kessler^ | 2                | 1          | 1       | 0      | 0       | 2      | 1              | 1 (2*)          | --                         |
| n/a | Andre Dirrell^  | 2                | 1          | 1       | 0      | 0       | 2      | 0              | 0               | --                         |
| n/a | Jermain Taylor^ | 1                | 0          | 1       | 0      | 0       | 0      | 0              | 0               | --                         |

^ Zawodnik wycofany
- Andre Ward stoczył dwie walki które wygrał, ale przyznano mu dwa punkty z powodu wycofania się Andre Dirella.
- Mikkel Kessler stracił jeden tytuł, zdobył jeden tytuł oraz zwakował tytuł w chwili rezygnacji z turnieju z powodu kontuzji

## Pojedynki poza turniejem
W ramach umowy z Showtime pięściarze mogą stoczyć pojedynki poza turniejem pod warunkiem że nie będą kolidowały z terminami turnieju. podczas etapu trzeciego. Już w kwalifikacjach do półfinału wycofał się Andre Dirrell więc zapadła decyzja, aby Andre Ward stoczył pojedynek z Sakio Bika w pojedynku nie-turniejowym.
Po zakończonych rozgrywkach grupowych Arthur Abraham zdecydował się na nie-turniejową walkę z chorwackim bokserem Stjepan Bozic która odbyła się przed półfinałem z Andre Wardem
| Data              | Zawodnik       | Wynik        | Zawodnik      | Miejsce                    | Tytuły               |
| 27 listopada 2010 | Andre Ward     | UD           | Sakio Bika    | Oakland, Stany Zjednoczone | Ward obronił pas WBA |
| 12 lutego 2011    | Arthur Abraham | TKO (2) 1:01 | Stjepan Božić | Muelheim, Niemcy           | brak                 |

## Finały

### Półfinały
| Data           | Zawodnik   | Wynik | Zawodnik       | Miejsce                       | Tytuły |
| 14 maja 2011   | Andre Ward | UD    | Arthur Abraham | Carson, Stany Zjednoczone     | WBA    |
| 4 czerwca 2011 | Carl Froch | MD    | Glen Johnson   | New Jersey, Stany Zjednoczone | WBC    |

### Finał
| Data            | Zawodnik   | wynik | Zawodnik   | Miejsce       | Tytuły    |
| 17 grudnia 2011 | Andre Ward | UD    | Carl Froch | Atlantic City | WBA & WBC |